# Paia
20°54′38″N 156°22′35″V / 20.91056°N 156.37639°V
Paia (Pāʻia) er en amerikansk by i staten Hawaii, i Maui County. I 2000 havde byen et indbyggertal på 2.499.

## Ekstern henvisning
- Paias hjemmeside (engelsk)